# Ла-Пальма (Панама)
Ла-Пальма (исп. La Palma) — город, расположенный на берегу залива Сан-Мигель на территории провинции Дарьен (Панама); административный центр провинции Дарьен и округа Чепигана. 

## География
Площадь — 526,6 км². Население — 4 205 человек (2010 год). 
Через город не проходит Панамериканское шоссе.